# Eriosema latericola
Eriosema latericola är en ärtväxtart som beskrevs av Jacq.-fel. Eriosema latericola ingår i släktet Eriosema och familjen ärtväxter. Inga underarter finns listade i Catalogue of Life.